# 石越車站
石越車站（日语：／ Ishikoshi eki */?）是一由東日本旅客鐵道（JR東日本）的所經營鐵路車站，位於日本宮城縣登米市石越町南鄉字西門沖。石越是JR東北本線沿線的一個車站，由小牛田車站負責管理。根據JR東日本旗下各支社的管轄範圍劃分，石越車站是東北本線上仙台支社與盛岡支社的界線，超過石越之後以北的諸站，都是由盛岡支社所管轄。

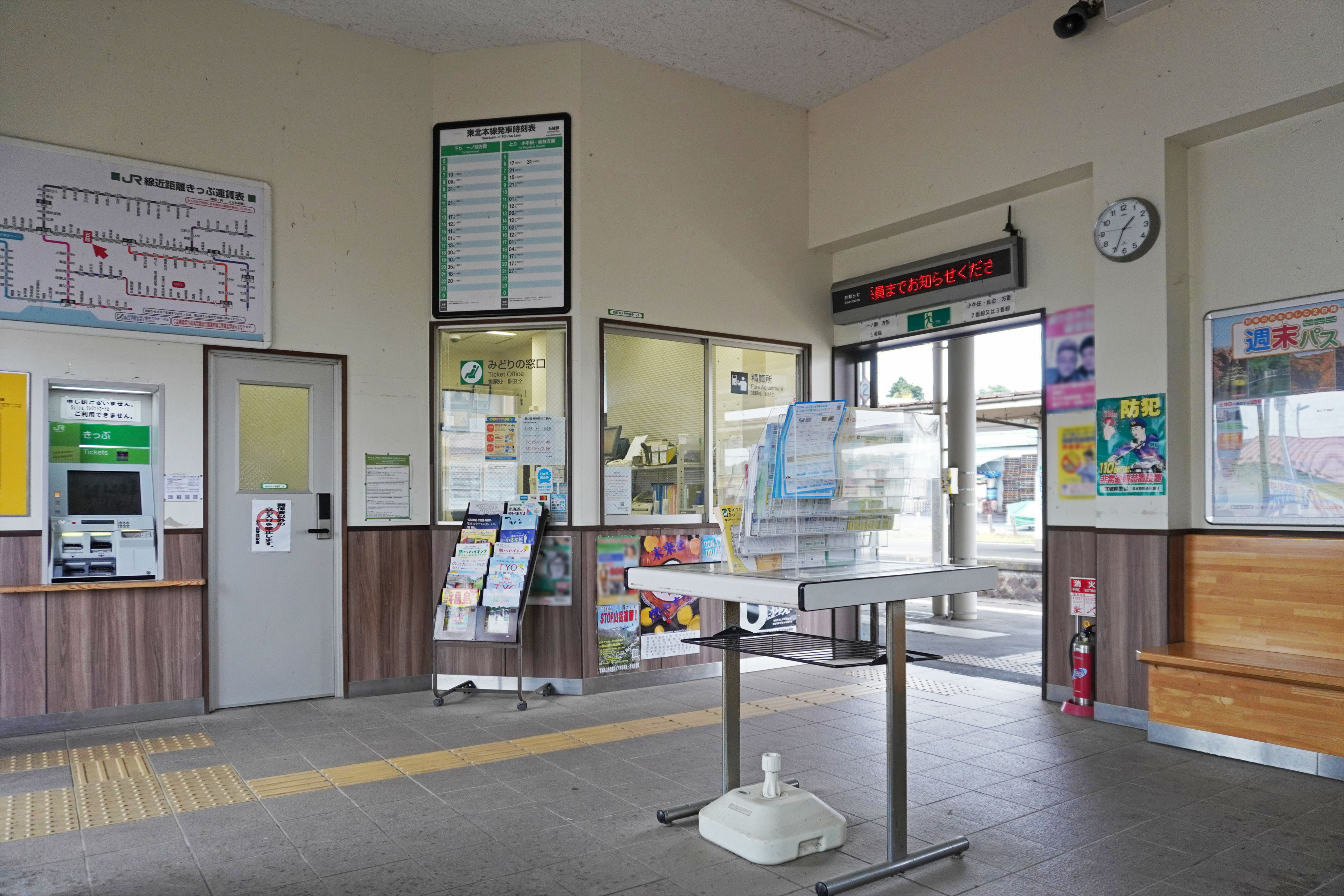
車站內部（2023年5月）

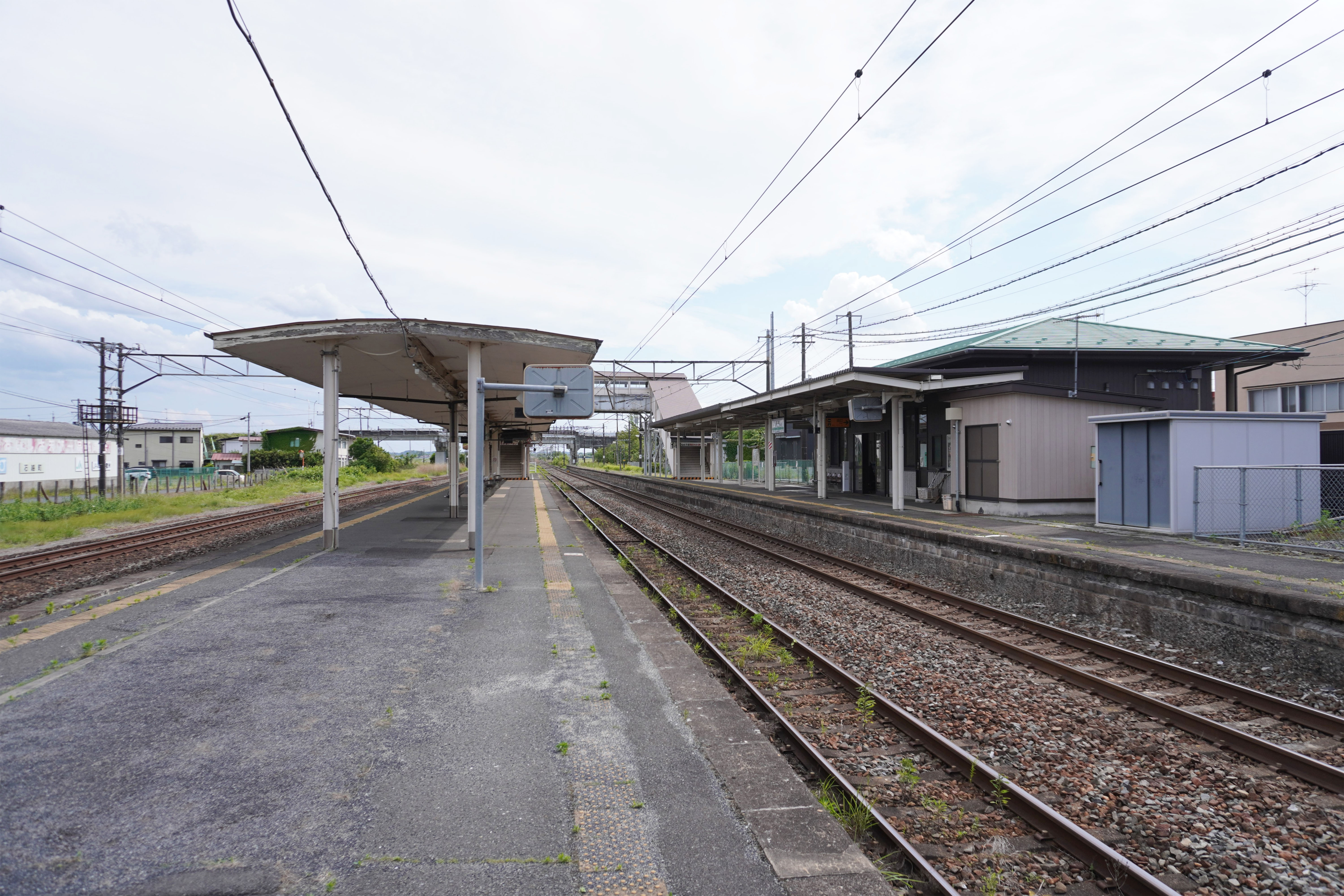
月台（2023年5月）

## 簡介
除了JR東日本之外，石越車站原本也是第三部門鐵路業者栗原田原鐵道（其前身為「栗原軌道」）的車站之一，也是其所屬的栗原田原鐵道線之起點。其車站站房位於JR石越車站站前廣場西北角的位置，但車站早已在2001年時就改為無人化經營、2007年3月隨著栗原田原鐵道線廢線而停止營運。雖然在栗原田原鐵道時代，該公司所屬的路線與JR路線之間並沒有實際的連結，但在之前的栗原電鐵時代，由於貨運列車的通過需要，曾設有連絡線。在栗原電鐵的最盛時期，甚至有過由仙台發車並直接由本站轉入栗原電鐵線的直通運行列車。
東北新幹線的栗駒高原車站是離本站最近的新幹線車站，相距約9.5公里，有定期班次公車接駁。

## 車站
石越是一座設有側式月台1面1線與島式月台1面2線，合計2面3線的地面車站。各月台以跨線天橋連接。

### 月台配置
| 月台 | 路線      | 方向 | 目的地                   |
| ---- | --------- | ---- | ------------------------ |
| 1    | ■東北本線 | 下行 | 往花泉、一之關方向       |
| 2、3 | ■東北本線 | 上行 | 往瀨峰、小牛田、仙台方向 |

## 相鄰車站
東日本旅客鐵道
■東北本線
新田－石越－油島

## 外部連結
- （日語）石越車站（JR東日本） （页面存档备份，存于）